# Jean Donnelly
Pour les articles homonymes, voir Donnelly.
Jean Donnelly est une poétesse américaine.

## Biographie
Jean Donnelly étudie la poésie lors d'un stage d'écriture créative à l'Université George Mason, où elle est cofondatrice de la revue journal So To Speak: A Feminist Journal of Language & Art.
Ses écrits apparaissent dans Big Allis, Fence, The Germ, Lingo, Situation et Volt.
Elle a codirigé la collection In Your Ear du District of Columbia Arts Center et elle enseigne la poésie à l'Université de Georgetown.
Elle vit à Exeter dans le New Hampshire, avec ses fils, Jack et Naish.

## Prix et récompenses
- En 2000 elle est lauréate du National Poetry Series, pour Anthem.

## Œuvres
- "from ANTHEM", Beltway Poetry Quarterly, Volume 3, Number 1, Winter 2002.
- "li", Limetree
- "Gg", Germ
- (en) Anthem, Sun & Moon Press, 2002, 124 p. (ISBN 978-1-55713-405-9)
- (en) The Julia Set, Edge Books, 1995 (ISBN 978-0-9619097-6-5) (chapbook)

### Anthologies
- Catherine Wagner et Rebecca Wolff, Not for mothers only : contemporary poems on child-getting & child-rearing, Fence Books, 2007, 461 p. (ISBN 978-0-9771064-8-6)
- DC Poetry Anthology 2000 (lire en ligne)

## Critiques
« Jean Donnelly’s debut volume, Anthem, presents an unusually cohesive, finely conceived examination of contemporary American life from the perspective of an innovative, community-minded poet. The poet is also a mother — a fact most often relegated to bio-note relevance but which in this case is actually central to the poetry itself. »